# Enterprise JavaBeans
Enterprise JavaBeans (також часто зустрічається в вигляді абревіатури EJB) — специфікація технології написання і підтримки серверних компонентів, що містять бізнес-логіку. Є частиною Java EE.
Ця технологія переважно застосовується, коли бізнес-логіка потребує як мінімум один з наступних сервісів, а часто всі з них:
- підтримка збереження даних (persistence); дані не повинні втратити цілісності навіть після зупинки програми; частіше за все досягається з допомогою використання бази даних
- підтримка розподілених транзакцій
- підтримка одночасної зміни даних і багатонитковість
- підтримка подій
- підтримка іменування і каталогів (JNDI)
- безпека і обмеження доступу до даних
- підтримка автоматизованої установки на сервер
- віддалений доступ

Кожна EJB компонента є набором Java класів із строго регламентованими правилами іменування методів. Бувають трьох основних типів:
- об'єктні (Entity Bean)
- сесійні (Session Beans), які бувають без стану (stateless), і з підтримкою поточного стану сесії (stateful)
- керовані повідомленнями (Message Driven Beans) — їх логіка є реакцією на події в системі